# Zibraaz Sahib
Zibraaz Sahib (* 9. September 1989) ist ein fidschianischer Fußballspieler, welcher meist im rechten Mittelfeld eingesetzt wird. Er steht bei Lautoka FC unter Vertrag und wurde insgesamt dreimal in der fidschianischen Fußballnationalmannschaft eingesetzt.

## Karriere
Am 19. August 2015 debütierte er in der fidschianischen Fußballnationalmannschaft. Er stand in der Startelf von Juan Carlos Buzzetti beim 5:0-Sieg gegen Tonga und wurde in der 78. Minute gegen Jale Dreloa eingewechselt.